# Hổ phù truyền kỳ
Hổ phù truyền kỳ (chữ Hán:虎符传奇) là một bộ phim truyền hình Trung Quốc được sản xuất năm 2010, công chiếu vào đầu năm 2012. Bộ phim kể về điển tích Tín Lăng quân trộm binh phù cứu Triệu nổi tiếng trong lịch sử Trung Quốc.

## Nội dung
Thời Chiến Quốc, bảy nước lớn Tần, Tề, Sở, Yên, Hàn, Triệu và Ngụy cùng chia nhau ảnh hưởng. Tại nước Ngụy, Tín Lăng Quân Ngụy Vô Kỵ là một trong tứ đại công tử nổi tiếng lúc bấy giờ, tài năng đức độ, ưu đãi hiền tài, rất được trọng vọng; cùng con gái độc nhất của Trường Đình Hầu là Như Cơ đôi bên có tình cảm, nhưng không thành. Như Cơ phải tiến cung, làm thiếp Ngụy Vương. Trận Trường Bình, quân Triệu đại bại, nước Triệu tình thế nguy khốn. Sợ thế quân Tần, Ngụy Vương án binh bất động, không ứng cứu. Trừ phi có hổ phù trong tay, mới có thể xuất binh. Nhờ sự giúp đỡ của Như Cơ, kế hoạch thành công nhưng hai người không tránh khỏi mang trọng tội.

## Thành phần diễn viên
- Phùng Thiệu Phong vai Tín Lăng quân
- Dương Mịch vai Như Cơ
- Đường Nhất Phi vai Niệm Nô
- Trần Bảo Quốc vai An Quốc quân
- Hạ Sinh Vĩ vai Bình Nguyên quân
- Vương Duy Duy vai Bình Nguyên quân phu nhân
- Ngả Đông vai Xuân Thân quân
- Lưu Gia Lương vai Mạnh Thường quân
- Tiết Nghiễm vai Lã Bất Vi
- Lý Tông Hàn vai Tề vương
- Cao Lan Thôn vai Ngụy vương
- Lưu Mục vai Triệu vương
- Tiết Trung Thụy vai Tần vương
- Đông Thụy Hân vai Hàn vương
- Trịnh Thuân Văn vai Tử Sở
- Trần Nguyệt Mạt vai Hùng Hoàn
- Đàm Tuấn Ngạn vai Phạm Thư
- Lôi Khác Sinh vai Lão phó nhân
- Lương Thiên vai Đại tướng quân
- Triệu Tiểu Duệ vai Công Tôn Kiền
- Trương Thiểu Hoa vai Hác Bà
- Lý Văn Linh vai Ngụy Thái phi
- Quách Bảo Xương vai Lão quản gia
- Lữ Trung vai Triệu mẫu
- Khương Hoa vai Bạch Khởi
- Hà Trung Hoa vai Trường Đình hầu
- Vương Hổ Thành vai Liêm Pha
- Nhâm Hi Hồng vai Ngu Khanh
- Vương Cửu Thắng vai Trịnh An Bình
- Quý Thần vai Lỗ Trọng Liên
- Lưu Hiểu Trúc vai Triệu Quát
- Khâu Đông Giang vai Ngụy Đan